# トロピカル〜ジュ!プリキュア サウンドアルバム
『トロピカル〜ジュ！プリキュア サウンドアルバム』は、東堂いづみ原作によるアニメシリーズ第18作『トロピカル〜ジュ!プリキュア』のボーカルアルバム、オリジナル・サウンドトラックシリーズ。
本項に記述されているディスコグラフィのうち、即発曲の解説は各収録作品を参照のこと。
CDはいずれもマーベラスが発売し、販売元はソニー・ミュージックソリューションズが担当している。
本CDシリーズにおいては、テレビシリーズのCD全商品購入（2形態ある場合は両方とも購入）特典として、封入応募券を全て集めて申し込むと、全CDが収納できる「ドレッサースリーブケース（くるみ三方背仕様）」 がプレゼントされる、購入施策が行われている。

## ボーカルアルバム

### 〜トロピカる！MUSIC BOX〜
『トロピカル〜ジュ！プリキュア』初のボーカルアルバムで、メインキャラクター5人によるオープニングテーマのカバーバージョンとキャラクターソング、主題歌歌手によるイメージソングなど全11曲と、ボーナストラックとして「CLAP!〜勇気を鳴らせ〜」の各主題歌歌手のソロバージョン3曲を収録。初回封入特典として、キャンバスブロマイド（スーパーアート6色印刷）と2021年9月25日に開催された作品公式ライブ（詳細は後述）先行抽選応募券を同梱。
発売日の3日後の2021年7月24日には、『プリキュア公式YouTubeチャンネル』にて、本作の収録曲『プリティル〜ジュデイズ！』を歌う夏海まなつ（キュアサマー）とローラ（キュアラメール）の2人が披露するダンスムービーが配信され、同日の11時にプレミア公開された。なお、当該映像は『トロピカル〜ジュ！プリキュア Blu-ray vol.3』の映像特典に収録される。
2021年10月17日放送の『トロピカル〜ジュ！プリキュア』第33話では本作の収録曲「Viva! Spark!トロピカル〜ジュ！プリキュア トロピカる部Ver.」がオープニングテーマとして放映された。
| #         | タイトル | 作詞           | 作曲           | 編曲       | 時間  |
| --------- | --- | -------------- | -------------- | ---------- | ----- |
| 1.        | 「Viva! Spark!トロピカル〜ジュ！プリキュア トロピカる部Ver.」(歌：トロピカる部) | 大森祥子       | EFFY           | EFFY       | 4:19  |
| 2.        | 「OH! TEMPT SUMMER DAY」(歌：夏海まなつ（CV:ファイルーズあい）) | マイクスギヤマ | KOHTA YAMAMOTO | 馬瀬みさき | 3:53  |
| 3.        | 「チャーミング＊∞＊ハピネス」(歌：涼村さんご（CV:花守ゆみり）) | 六ツ見純代     | 石塚玲依       | 馬瀬みさき | 3:34  |
| 4.        | 「My Story」(歌：一之瀬みのり（CV:石川由依）) | 大森祥子       | 三好啓太       | 馬瀬みさき | 4:43  |
| 5.        | 「BREAK POINT」(歌：滝沢あすか（CV:瀬戸麻沙美）) | マイクスギヤマ | 森いづみ       | 高木洋     | 3:37  |
| 6.        | 「アクアプリズム」(歌：ローラ（CV:日高里菜）) | 青木久美子     | 馬瀬みさき     | 馬瀬みさき | 3:48  |
| 7.        | 「プリティル〜ジュデイズ！」(歌：夏海まなつ（CV:ファイルーズあい）&ローラ（CV:日高里菜）) | こだまさおり   | EFFY           | 馬瀬みさき | 3:34  |
| 8.        | 「Brave Parade」(歌：吉武千颯、コーラス：北川理恵・Machico) | 青木久美子     | 三好啓太       | 三好啓太   | 3:37  |
| 9.        | 「CLAP!〜勇気を鳴らせ〜」(歌：Machico、コーラス：北川理恵・吉武千颯) | マイクスギヤマ | 石塚玲依       | 石塚玲依   | 3:55  |
| 10.       | 「シェアして！プリキュア Machico Ver.」(歌：Machico) | 青木久美子     | 三好啓太       | 三好啓太   | 5:03  |
| 11.       | 「おもいきりトロピカル！」(歌：キュアサマー（CV:ファイルーズあい）・キュアコーラル（CV：花守ゆみり）・キュアパパイア（CV:石川由依）・キュアフラミンゴ（CV:瀬戸麻沙美）、キュアラメール（CV:日高里菜）) | こだまさおり   | 馬瀬みさき     | 馬瀬みさき | 4:46  |
| 12.       | 「CLAP!〜勇気を鳴らせ〜 Remix for Machico」(ボーナストラック、歌：Machico) | マイクスギヤマ | 石塚玲依       | 石塚玲依   | 3:55  |
| 13.       | 「CLAP!〜勇気を鳴らせ〜 Remix for Chihaya Yoshitake」(ボーナストラック、歌：吉武千颯) | マイクスギヤマ | 石塚玲依       | 石塚玲依   | 3:55  |
| 14.       | 「CLAP!〜勇気を鳴らせ〜 Remix for Rie Kitagawa」(ボーナストラック、歌：北川理恵) | マイクスギヤマ | 石塚玲依       | 石塚玲依   | 3:53  |
| 合計時間: | 合計時間: | 合計時間:      | 合計時間:      | 合計時間:  | 56:32 |

### LIVEスペシャルCD
2021年9月25日に開催された公式ライブイベント「トロピカル〜ジュ!プリキュアLIVE2021 Viva!トロピカSUMMER!LIVE」で、プレミア席の観客に特典グッズとして配布されたCD。プリキュア公式ライブでのプレミア席特典としては初のCDであり、ボーカルアルバムの中から「CLAP!〜勇気を鳴らせ〜」の、ミュージカルショー『トロピカル〜ジュ！プリキュア ドリームステージ』で用いられているリミックスバージョンと、キャラクターソング7曲のメドレーバージョンを収録。
| #         | タイトル | 作詞           | 作曲      | 編曲                       | 時間  |
| --------- | --- | -------------- | --------- | -------------------------- | ----- |
| 1.        | 「CLAP!〜勇気を鳴らせ〜 Remix for LIVE2021」(歌：Machico・北川理恵・吉武千颯) | マイクスギヤマ | 石塚玲依  | 石塚玲依                   | 3:55  |
| 2.        | 「キャラクターソングメドレー 〜Viva!トロピカSUMMER!LIVE Edition〜」(歌：夏海まなつ/キュアサマー(CV：ファイルーズあい)・涼村さんご/キュアコーラル(CV：花守ゆみり)・一之瀬みのり/キュアパパイア(CV：石川由依)・滝沢あすか/キュアフラミンゴ(CV：瀬戸麻沙美)・ローラ/キュアラメール(CV：日高里菜)) |                |           | 馬瀬みさき（メドレー編曲） | 12:45 |
| 合計時間: | 合計時間: | 合計時間:      | 合計時間: | 合計時間:                  | 16:40 |

1. ↑  「OH! TEMPT SUMMER DAY」「チャーミング＊∞＊ハピネス」「My Story」「BREAK POINT」「アクアプリズム」「プリティル〜ジュデイズ！」「おもいきりトロピカル！」の順。

### ボーカルベスト〜えがおのままで〜
これまで発表された主題歌、挿入歌、イメージソング等を収録したベスト盤で、OPテーマのオリジナルバージョンとプリキュアバージョン、前後期EDテーマ、イメージソングのほか、新規収録としてMachicoによる新曲を収録。初回特典はキャンパスプロマイド（スーパーアート6色印刷）。
| #         | タイトル | 作詞           | 作曲               | 編曲                       | 時間  |
| --------- | --- | -------------- | ------------------ | -------------------------- | ----- |
| 1.        | 「Viva! Spark!トロピカル〜ジュ！プリキュア」(歌：Machico) | 大森祥子       | EFFY               | EFFY                       | 4:22  |
| 2.        | 「なかよしのうた」(歌：ローラ（CV：日高里菜）) | 六ツ見純代     | 高木洋             | 高木洋                     | 4:04  |
| 3.        | 「プリティル〜ジュデイズ！」(歌：夏海まなつ（CV:ファイルーズあい）&ローラ（CV:日高里菜）) | こだまさおり   | EFFY               | 馬瀬みさき                 | 3:34  |
| 4.        | 「トロピカ I・N・G」(歌：吉武千颯) | こだまさおり   | 馬瀬みさき         | 馬瀬みさき                 | 4:11  |
| 5.        | 「Viva! Spark!トロピカル〜ジュ！プリキュア with トロピカる部」(歌：Machico、コーラス：トロピカる部) | 大森祥子       | EFFY               | EFFY                       | 4:22  |
| 6.        | 「OH! TEMPT SUMMER DAY」(歌：夏海まなつ（CV:ファイルーズあい）) | マイクスギヤマ | KOHTA YAMAMOTO     | 馬瀬みさき                 | 3:54  |
| 7.        | 「チャーミング＊∞＊ハピネス」(歌：涼村さんご（CV:花守ゆみり）) | 六ツ見純代     | 石塚玲依           | 馬瀬みさき                 | 3:35  |
| 8.        | 「My Story」(歌：一之瀬みのり（CV:石川由依）) | 大森祥子       | 三好啓太           | 馬瀬みさき                 | 4:44  |
| 9.        | 「BREAK POINT」(歌：滝沢あすか（CV:瀬戸麻沙美）) | マイクスギヤマ | 森いづみ           | 馬瀬みさき                 | 3:37  |
| 10.       | 「アクアプリズム」(歌：ローラ（CV:日高里菜）) | 青木久美子     | 馬瀬みさき         | 馬瀬みさき                 | 3:48  |
| 11.       | 「Viva! Spark!トロピカル〜ジュ！プリキュア トロピカる部Ver.」(歌：トロピカる部) | 大森祥子       | EFFY               | EFFY                       | 4:22  |
| 12.       | 「おもいきりトロピカル！」(歌：キュアサマー（CV:ファイルーズあい）・キュアコーラル（CV：花守ゆみり）・キュアパパイア（CV:石川由依）・キュアフラミンゴ（CV:瀬戸麻沙美）、キュアラメール（CV:日高里菜）)                | こだまさおり   | 馬瀬みさき         | 馬瀬みさき                 | 4:44  |
| 13.       | 「なかよしのうた〜いっしょにうたおう♪だいすきなともだち〜」(歌：ローラ（CV：日高里菜）・夏海まなつ（CV：ファイルーズあい）・涼村さんご（CV：花守ゆみり）・一之瀬みのり（CV：石川由依）・滝沢あすか（CV：瀬戸麻沙美）) | 六ツ見純代     | 高木洋             | 高木洋                     | 4:06  |
| 14.       | 「あこがれ Go My Way!!」(歌：北川理恵・吉武千颯) | こだまさおり   | 馬瀬みさき・堀本陸 | 馬瀬みさき・堀本陸         | 4:16  |
| 15.       | 「えがおのままで」(歌：Machico) | 六ツ見純代     | 馬瀬みさき         | 馬瀬みさき                 | 5:14  |
| 16.       | 「トロピカル〜ジュ！プリキュア アンコールメドレー」(アンコールトラック) |                |                    | 馬瀬みさき（メドレー編曲） | 11:07 |
| 合計時間: | 合計時間: | 合計時間:      | 合計時間:          | 合計時間:                  | 74:00 |

1. ↑  「Viva! Spark!トロピカル〜ジュ！プリキュア」「トロピカ I・N・G」「Viva! Spark!トロピカル〜ジュ！プリキュア with トロピカる部」「あこがれ Go My Way!!」の各TVサイズに追加要素を加えた形でリミックス。また、数秒の波の音を挟んだ上で、隠しトラックとして、「なかよしのうた〜いっしょにうたおう♪だいすきなともだち〜」の別バージョンが収録されている。このため、メドレー本体は7分となっている。

## オリジナル・サウンドトラック

### テレビシリーズ1
ABCテレビ・テレビ朝日系放送テレビアニメ『トロピカル〜ジュ！プリキュア』のオリジナル・サウンドトラック第1弾。
収録されている全30曲のBGMは寺田志保が制作を担当。また、主題歌の「Viva! Spark!トロピカル〜ジュ！プリキュア」「トロピカ I・N・G」両曲のテレビサイズ・バージョン、ボーナストラックとして「トロピカ I・N・G」のテレビ使用時の冒頭イントロパート追加バージョン5種類を収録。初回限定封入特典としてキャンバスブロマイド（スーパーアート6色印刷）を同梱。ジャケットイラストには初期4人のプリキュアとローラがプリントされている。
| 全作曲: 寺田志保（#2、#32 - 38を除く）。 |                                                           |       |                                 |      |
| #                                        | タイトル                                                  | 作詞  | 作曲・編曲                      | 時間 |
| 1.                                       | 「みんなでトロピカっちゃおー！」                          |       | 寺田志保 （#2、#32 - 38を除く） | 2:44 |
| 2.                                       | 「Viva! Spark!トロピカル〜ジュ！プリキュア（TVサイズ）」  |       | 寺田志保 （#2、#32 - 38を除く） | 1:31 |
| 3.                                       | 「遠い海の伝説」                                          |       | 寺田志保 （#2、#32 - 38を除く） | 2:41 |
| 4.                                       | 「サブタイトル」                                          |       | 寺田志保 （#2、#32 - 38を除く） | 0:12 |
| 5.                                       | 「やる気全開！今こそ進め！」                              |       | 寺田志保 （#2、#32 - 38を除く） | 2:00 |
| 6.                                       | 「胸はおどるよトロピカる」                                |       | 寺田志保 （#2、#32 - 38を除く） | 1:22 |
| 7.                                       | 「人魚に会っちゃった！」                                  |       | 寺田志保 （#2、#32 - 38を除く） | 2:21 |
| 8.                                       | 「出たぞ！ヤラネーダ」                                    |       | 寺田志保 （#2、#32 - 38を除く） | 1:47 |
| 9.                                       | 「なにが大事かは自分で決める」                            |       | 寺田志保 （#2、#32 - 38を除く） | 1:41 |
| 10.                                      | 「プリキュア！トロピカルチェンジ！」                      |       | 寺田志保 （#2、#32 - 38を除く） | 1:35 |
| 11.                                      | 「ときめく力でビクトリー！」                              |       | 寺田志保 （#2、#32 - 38を除く） | 2:15 |
| 12.                                      | 「ゆれる光、たゆたう時間」                                |       | 寺田志保 （#2、#32 - 38を除く） | 2:34 |
| 13.                                      | 「さがそう！私のかわいい！」                              |       | 寺田志保 （#2、#32 - 38を除く） | 2:26 |
| 14.                                      | 「名乗るほどの者じゃないけど」                            |       | 寺田志保 （#2、#32 - 38を除く） | 1:40 |
| 15.                                      | 「あつまれ！トロピカる部！」                              |       | 寺田志保 （#2、#32 - 38を除く） | 2:27 |
| 16.                                      | 「トロピカルキャッチ！」                                  |       | 寺田志保 （#2、#32 - 38を除く） | 0:11 |
| 17.                                      | 「人魚の国・グランオーシャン」                            |       | 寺田志保 （#2、#32 - 38を除く） | 2:06 |
| 18.                                      | 「しょーげきの出逢い!?」                                  |       | 寺田志保 （#2、#32 - 38を除く） | 1:36 |
| 19.                                      | 「だって私、人魚だから」                                  |       | 寺田志保 （#2、#32 - 38を除く） | 1:41 |
| 20.                                      | 「こんなはずじゃなかったよ」                              |       | 寺田志保 （#2、#32 - 38を除く） | 1:54 |
| 21.                                      | 「もう知らないっ！」                                      |       | 寺田志保 （#2、#32 - 38を除く） | 1:38 |
| 22.                                      | 「切ない想い出」                                          |       | 寺田志保 （#2、#32 - 38を除く） | 2:16 |
| 23.                                      | 「あとまわしの魔女」                                      |       | 寺田志保 （#2、#32 - 38を除く） | 2:07 |
| 24.                                      | 「海の底のけだるいたくらみ」                              |       | 寺田志保 （#2、#32 - 38を除く） | 2:19 |
| 25.                                      | 「暴れろ！ヤラネーダ」                                    |       | 寺田志保 （#2、#32 - 38を除く） | 1:56 |
| 26.                                      | 「負けられない戦い」                                      |       | 寺田志保 （#2、#32 - 38を除く） | 2:17 |
| 27.                                      | 「今一番大事なことは」                                    |       | 寺田志保 （#2、#32 - 38を除く） | 3:04 |
| 28.                                      | 「やる気はムテキ！トロピカル〜ジュ！プリキュア」          |       | 寺田志保 （#2、#32 - 38を除く） | 2:22 |
| 29.                                      | 「プリキュア！ミックストロピカル！」                      |       | 寺田志保 （#2、#32 - 38を除く） | 0:59 |
| 30.                                      | 「一度しかない今を一緒に」                                |       | 寺田志保 （#2、#32 - 38を除く） | 2:50 |
| 31.                                      | 「トロピカる夕陽の前で」                                  |       | 寺田志保 （#2、#32 - 38を除く） | 3:11 |
| 32.                                      | 「トロピカ I・N・G（TVサイズ）」                          |       | 寺田志保 （#2、#32 - 38を除く） | 1:31 |
| 33.                                      | 「今日もみんなでトロピカろう！」                          |       | 寺田志保 （#2、#32 - 38を除く） | 0:27 |
| 34.                                      | 「トロピカ I・N・G（TVサイズ）Type.I」(ボーナストラック)  |       | 寺田志保 （#2、#32 - 38を除く） | 1:41 |
| 35.                                      | 「トロピカ I・N・G（TVサイズ）Type.II」(ボーナストラック) |       | 寺田志保 （#2、#32 - 38を除く） | 1:41 |
| 36.                                      | 「トロピカI・N・G（TVサイズ）Type.III」(ボーナストラック) |       | 寺田志保 （#2、#32 - 38を除く） | 1:41 |
| 37.                                      | 「トロピカ I・N・G（TVサイズ）Type.IV」(ボーナストラック) |       | 寺田志保 （#2、#32 - 38を除く） | 1:41 |
| 38.                                      | 「トロピカ I・N・G（TVサイズ）Type.V」(ボーナストラック)  |       | 寺田志保 （#2、#32 - 38を除く） | 1:41 |
| 合計時間:                                | 合計時間:                                                 | 72:06 |                                 |      |

### 映画サウンドトラック
2021年10月23日公開の劇場版『映画 トロピカル〜ジュ!プリキュア 雪のプリンセスと奇跡の指輪!』のオリジナル・サウンドトラック。収録されているBGMは寺田志保が制作を担当。収録曲の中には高梨康治が手がけた『ハートキャッチプリキュア!』のBGMを寺田がリアレンジしたバージョンも収録されている。これに加え主題歌・挿入歌の映画サイズ版も収録。初回特典としてキャンバスブロマイドを同梱。
| #         | タイトル                                                                  | 作詞      | 作曲                     | 編曲     | 時間 |
| --------- | ------------------------------------------------------------------------- | --------- | ------------------------ | -------- | ---- |
| 1.        | 「雪の王国から」                                                          |           | 寺田志保                 |          | 0:40 |
| 2.        | 「負けられない戦い」                                                      |           | 寺田志保                 |          | 2:17 |
| 3.        | 「プリキュア！ランドビートダイナミック！」                                |           | 寺田志保                 |          | 1:04 |
| 4.        | 「シャンティアへの招待状」                                                |           | 寺田志保                 |          | 2:27 |
| 5.        | 「Viva! Spark!トロピカル〜ジュ！プリキュア with トロピカる部 (TVサイズ)」 |           |                          |          | 1:32 |
| 6.        | 「トンネルを抜けるとそこは…」                                             |           | 寺田志保                 |          | 1:30 |
| 7.        | 「あつまれ！トロピカる部！」                                              |           | 寺田志保                 |          | 2:27 |
| 8.        | 「雪の王国シャンティア」                                                  |           | 寺田志保                 |          | 2:36 |
| 9.        | 「大好きのSnowball (映画サイズ)」                                         |           |                          |          | 1:56 |
| 10.       | 「トロピカってる出会い」                                                  |           | 寺田志保                 |          | 2:00 |
| 11.       | 「ローラとシャロン」                                                      |           | 寺田志保                 |          | 1:34 |
| 12.       | 「シャロンの戴冠式」                                                      |           | 寺田志保                 |          | 2:07 |
| 13.       | 「戴冠式のお祝い」                                                        |           | 寺田志保                 |          | 0:54 |
| 14.       | 「シャンティアの異変」                                                    |           | 寺田志保                 |          | 2:02 |
| 15.       | 「雪の国でも！トロピカル〜ジュ！プリキュア！」                            |           | 寺田志保                 |          | 4:37 |
| 16.       | 「華麗に登場！ハートキャッチプリキュア！」                                |           | EFFY、高梨康治、寺田志保 | 寺田志保 | 4:59 |
| 17.       | 「シャンティア王国の悲劇」                                                |           | 寺田志保                 |          | 2:10 |
| 18.       | 「雪原の激闘」                                                            |           | 寺田志保                 |          | 1:39 |
| 19.       | 「苦渋の退却」                                                            |           | 寺田志保                 |          | 1:49 |
| 20.       | 「キュアラメールの想い」                                                  |           | 寺田志保                 |          | 3:22 |
| 21.       | 「地下牢脱出作戦」                                                        |           | 寺田志保                 |          | 1:36 |
| 22.       | 「凍りついた心」                                                          |           | 寺田志保                 |          | 1:42 |
| 23.       | 「愛と決意を胸に」                                                        |           | 寺田志保                 |          | 2:02 |
| 24.       | 「でた!雪の大怪獣」                                                       |           | 寺田志保                 |          | 1:33 |
| 25.       | 「雪の大怪獣対プリキュア」                                                |           | 寺田志保                 |          | 1:22 |
| 26.       | 「心に届け!想いの光」                                                     |           | 寺田志保                 |          | 3:04 |
| 27.       | 「プリキュア！ハートシャイニングオーケストラ！」                          |           | 寺田志保                 |          | 1:49 |
| 28.       | 「シャロン、悲しみ深く」                                                  |           | 寺田志保                 |          | 1:25 |
| 29.       | 「シャンティア〜しあわせのくに〜」                                        |           |                          |          | 4:49 |
| 30.       | 「スノードロップの花言葉」                                                |           | 高木洋                   | 寺田志保 | 2:15 |
| 31.       | 「シャンティア〜しあわせのくに〜 (エンディング主題歌Ver.) (映画サイズ)」  |           |                          |          | 2:01 |
| 合計時間: | 合計時間:                                                                 | 合計時間: | 合計時間:                | 67:20    |      |

### テレビシリーズ2
ABCテレビ・テレビ朝日系放送テレビアニメ『トロピカル〜ジュ！プリキュア』のオリジナル・サウンドトラック第2弾。
収録されている全28曲のBGMは寺田志保が制作を担当。また、主題歌の「Viva! Spark!トロピカル〜ジュ！プリキュア withトロピカる部」「あこがれ Go My Way!!」両曲のテレビサイズ・バージョン、ボーナストラックとして「あこがれ Go My Way!!」のテレビ使用時の冒頭イントロパート追加バージョン5種類を収録。初回限定封入特典としてキャンバスブロマイド（スーパーアート6色印刷）を同梱。ジャケットイラストには5人のプリキュアがプリントされている。
| #         | タイトル                                                                   | 作詞      | 作曲      | 編曲     | 時間 |
| --------- | -------------------------------------------------------------------------- | --------- | --------- | -------- | ---- |
| 1.        | 「ゆらめく大海原！キュアラメール！」                                       |           | 寺田志保  |          | 1:04 |
| 2.        | 「プリキュア！オーシャンバブルシャワー！」                                 |           | 寺田志保  |          | 0:35 |
| 3.        | 「Viva! Spark!トロピカル〜ジュ！プリキュア with トロピカる部（TVサイズ）」 |           | EFFY      | EFFY     | 1:32 |
| 4.        | 「トロピカれ！がんばる仲間たち」                                           |           | 寺田志保  |          | 1:52 |
| 5.        | 「南風に吹かれて」                                                         |           | 寺田志保  |          | 2:00 |
| 6.        | 「海のある情景」                                                           |           | 寺田志保  |          | 2:05 |
| 7.        | 「ローラ学校へ行く」                                                       |           | 寺田志保  |          | 1:30 |
| 8.        | 「夏の日のまぼろし」                                                       |           | 寺田志保  |          | 2:45 |
| 9.        | 「ゆずれない熱血バトル」                                                   |           | 寺田志保  |          | 1:36 |
| 10.       | 「不安な空気」                                                             |           | 寺田志保  |          | 2:12 |
| 11.       | 「緊張の中で」                                                             |           | 寺田志保  |          | 1:39 |
| 12.       | 「クールに決めるよ」                                                       |           | 寺田志保  |          | 1:25 |
| 13.       | 「輝く夢をめざして」                                                       |           | 寺田志保  |          | 2:21 |
| 14.       | 「仲間を思えば」                                                           |           | 寺田志保  |          | 3:09 |
| 15.       | 「なかよしのうた 〜Piano version〜」                                       |           | 高木洋    | 寺田志保 | 2:15 |
| 16.       | 「夢の中の出会い」                                                         |           | 寺田志保  |          | 2:17 |
| 17.       | 「人魚の奇跡」                                                             |           | 寺田志保  |          | 1:44 |
| 18.       | 「猛攻！ヤラネーダ」                                                       |           | 寺田志保  |          | 1:49 |
| 19.       | 「勇気ある激闘」                                                           |           | 寺田志保  |          | 1:39 |
| 20.       | 「あとまわしの魔女の怒り」                                                 |           | 寺田志保  |          | 1:45 |
| 21.       | 「忘れていた大切なこと」                                                   |           | 寺田志保  |          | 2:40 |
| 22.       | 「祈りが届くとき」                                                         |           | 寺田志保  |          | 2:09 |
| 23.       | 「最後の敵」                                                               |           | 寺田志保  |          | 2:04 |
| 24.       | 「破滅への侵攻」                                                           |           | 寺田志保  |          | 1:55 |
| 25.       | 「今一番大事なことのために」                                               |           | 寺田志保  |          | 2:02 |
| 26.       | 「プリキュア！トロピカルチェンジ！ 〜5人そろって！version〜」              |           |           |          | 1:33 |
| 27.       | 「プリキュア！おめかしアップ！」                                           |           | 寺田志保  |          | 1:04 |
| 28.       | 「トロピカる想いはいつまでも」                                             |           | 寺田志保  |          | 3:22 |
| 29.       | 「なかよしのうた 〜Orchestra version〜」                                   |           | 高木洋    | 寺田志保 | 2:43 |
| 30.       | 「あこがれ Go My Way!!（TVサイズ）」                                       |           |           |          | 1:34 |
| 31.       | 「あこがれ Go My Way!!（TVサイズ）Type.I」(ボーナストラック)               |           |           |          | 1:42 |
| 32.       | 「あこがれ Go My Way!!（TVサイズ）Type.II」(ボーナストラック)              |           |           |          | 1:42 |
| 33.       | 「あこがれ Go My Way!!（TVサイズ）Type.III」(ボーナストラック)             |           |           |          | 1:42 |
| 34.       | 「あこがれ Go My Way!!（TVサイズ）Type.IV」(ボーナストラック)              |           |           |          | 1:42 |
| 35.       | 「あこがれ Go My Way!!（TVサイズ）Type.V」(ボーナストラック)               |           |           |          | 1:41 |
| 合計時間: | 合計時間:                                                                  | 合計時間: | 合計時間: | 66:49    |      |

### ユニットメンバー
1. 1 2 3  ファイルーズあい、花守ゆみり、石川由依、瀬戸麻沙美、日高里菜